# Liste der Stolpersteine in der Provinz Trient

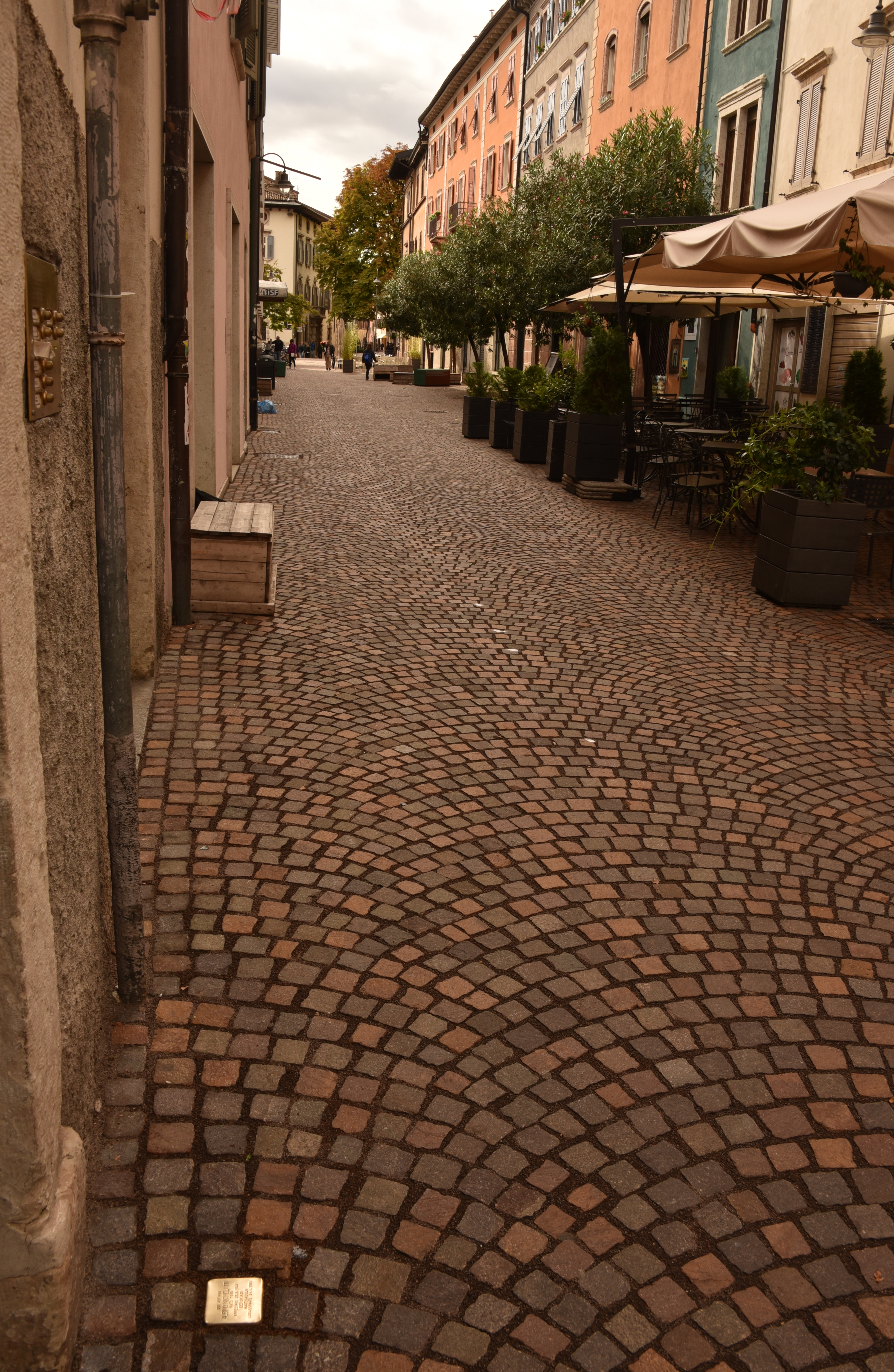
Stolperstein in Trient

Die Liste der Stolpersteine in der Provinz Trient enthält die Stolpersteine, die in der Autonomen Provinz Trient verlegt wurden. Stolpersteine sind ein Projekt des deutschen Künstlers Gunter Demnig. Sie erinnern an das Schicksal der Menschen, die von deutschen Nationalsozialisten ermordet, deportiert, vertrieben oder in den Suizid getrieben wurden. Sie liegen im Regelfall vor dem letzten selbstgewählten Wohnsitz des Opfers. Die italienische Übersetzung des Begriffes Stolpersteine lautet: pietre d’inciampo.
Die ersten Verlegungen in der Provinz fanden am 22. Oktober 2021 in der Provinzhauptstadt Trient statt. Im Januar 2023 wurden weitere Stolpersteine in der Gemeinde Riva del Garda verlegt.

## Liste der Stolpersteine

### Riva del Garda
In Riva del Garda wurden acht Stolpersteine an acht Adressen verlegt, die Widerstandskämpfern gewidmet sind.
| Stolperstein | Übersetzung | Verlegeort                         | Name, Leben |
| ------------ | --- | ---------------------------------- | --- |
|              | HIER ARBEITETE REMO BALLARDINI GEBOREN 1892 VERHAFTET 28.6.1944 AN DEN FOLGEN GESTORBEN 10.10.1944 RIVA DEL GARDA | Viale Roma, 20 ·                   | Remo Ballardini stammte aus Larzana in den Judikarien, einem kleinen zur 2015 aufgelösten Gemeinde Montagne gehörendem Ort. Der Sozialist Ballardini führte in Riva das Hotel San Marco. Er wurde am 28. Juni 1944 anstelle seines Sohnes und Widerstandskämpfers Renato Ballardini von der Sicherheitspolizei unter dem Befehl von SS-Sturmbannführer Rudolf Thyrolf, Kommandeur der Sicherheitspolizei und des SD in der Operationszone Alpenvorland, verhaftet. Er starb am 10. Oktober 1944 an den Folgen der Folterungen, denen er in der Haft ausgesetzt war. |
|              | HIER WOHNTE AUGUSTO BETTA GEBOREN 1899 ERMORDET 28.6.1944 RIVA DEL GARDA                                          | Viale Martiri XXVIII Giugno, 3 ·   | Augusto Betta geboren am 17. Oktober 1899 in Riva. War 1944 Eigentümer des nach ihm benannten Speditionsgeschäfts. Er transportierte Waffen für den Widerstand. Am Morgen des 28. Juni 1944 drangen Angehörige der Sicherheitspolizei in sein Haus ein, schleiften ihn in den Hof und erschossen ihn. |
|              | HIER WOHNTE ANTONIO BOSCO GEBOREN 1914 VERHAFTET 29.6.1944 ERSCHOSSEN 24.8.1944 BOZEN                             | Sottoportico del Marocco, 6 ·      | Antonio Bosco geboren am 15. Mai 1914 in Fonzaso bei Belluno. Zog 1938 von Padua nach Riva und heiratete hier 1941 die Schneiderin Elvia Calliari. Zuletzt war bei der Montecatini beschäftigt. Desertierte 1944 von einer deutschen Flak-Einheit, in die er zwangsrekrutiert worden war. Anschließend schloss er sich den Partisanen im unteren Sarca-Tal an. Antonio Bosco wurde am 29. Juni 1944 in seiner Wohnung aufgegriffen, nach Bozen gebracht und dort am 24. August 1944 erschossen. |
|              | HIER WOHNTE VINCENZO CICALA GEBOREN 1886 VERHAFTET 12.9.1944 DEPORTIERT MAUTHAUSEN ERMORDET 29.1.1945 MELK        | Via del Marocco, 55 ·              | Vincenzo Cicala geboren am 22. Februar 1886 in Deruta in der Provinz Perugia. Er zog 1922 nach Riva und war mit Luigia Pasini aus Tenno verheiratet. Der als Hilfsarbeiter tätige Cicala wurde am 12. September 1944 von der Gestapo verhaftet, weil er beschuldigt wurde, geflohene alliierte Kriegsgefangene bei ihrer Flucht in die Schweiz unterstützt zu haben. Nach seiner Verhaftung wurde er zunächst in das Durchgangslager Bozen gebracht und dann in das KZ Mauthausen deportiert. Nach seiner Ankunft in Mauthausen am 19. Dezember 1944 wurde er dem Außenlager Melk zugewiesen, in dem er im darauffolgenden Monat am 29. Januar 1945 verstarb. |
|              | HIER ARBEITETE GASTONE FRANCHETTI GEBOREN 1920 VERHAFTET 29.6.1944 ERSCHOSSEN 29.8.1944 BOZEN                     | Viale Francesca Alberti-Lutti, 7 · | Gastone Franchetti geboren am 22. September 1920 in der Toskana in Castelnuovo di Garfagnana. Zog mit seiner Familie nach Riva. Während des Zweiten Weltkrieges war er bei den Alpini und kämpfte an der albanesisch-griechischen Front. Nach seiner Freistellung kehrte er nach Riva zurück und arbeitete als Lehrer am hiesigen Gymnasium „Andrea Maffei“. In seiner Wahlheimat gründete er den alpinen Verein Figli della montagna („Kinder der Berge“), der bald politisiert wurde und ein Sammelbecken antifaschistischer Strömungen wurde. Im Herbst 1943 gründete er die Widerstandskampfgruppe Fiamme verdi. Franchetti wurde am 29.6.1944 verhaftet, nachdem er von einem ehemaligen Schulkameraden verraten worden war. Er wurde in Bozen vor ein Gericht gestellt und 29. August 1944 in Bozen erschossen. |
|              | HIER ARBEITETE ANTONIO GAMBARETTO GEBOREN 1913 ERMORDET 28.6.1944 RIVA DEL GARDA                                  | Viale Nino Pernici, 12 ·           | Antonio Gambaretto geboren am 31. Januar 1913 in San Giovanni Ilarione in der Provinz Verona. War Carabinieri in der örtlichen Carabinierikaserne. Aus in der Nachkriegszeit aufgefundenen Dokumenten geht hervor, dass er mit den Partisanen aus der Umgebung zusammenarbeitete. Gambaretto wurde am 28. Juni 1944 in der Kaserne von der Sicherheitspolizei gestellt und dort erschossen. |
|              | HIER WOHNTE EUGENIO IMPERA GEBOREN 1925 ERMORDET 28.6.1944 RIVA DEL GARDA                                         | Viale Carducci, 3 ·                | Eugenio Impera geboren am 27. Februar 1925 in Cavalese. War Schüler am hiesigen Gymnasium „Andrea Maffei“. Schloss sich erst dem vom Lehrer Gastone Franchetti gegründeten alpinen Verein Figli della montagna und später der Widerstandskampfgruppe Fiamme verdi an. Zusammen mit anderen Mitgliedern der Widerstandsgruppe wurde er bei der Gestapo denunziert. Impera wurde bei der von der Sicherheitspolizei durchgeführten Razzia gegen Angehörige der Widerstandsgruppe am Morgen des 28. Juni 1944 in seinem Haus erschossen. |
|              | HIER WOHNTE ENRICO MERONI GEBOREN 1925 ERMORDET 28.6.1944 RIVA DEL GARDA                                          | Viale Martiri XXVIII Giugno, 16 ·  | Enrico Meroni geboren in Riva am 5. Oktober 1925. Näherte sich im Laufe der Jahre dem Antifaschismus und trat 1943 der von Gastone Franchetti gegründeten Widerstandskampfgruppe Fiamme verdi bei. Von einem Spion denunziert, wurde er am Morgen des 28. Juni 1944 in seinem Haus von der Sicherheitspolizei festgenommen. Er wurde anschließend zur Wache der Geheimen Feldpolizei abgeführt, gefoltert und dort ermordet. |

### Trient
In der Provinzhauptstadt Trient wurden an zwei Adressen zwei Stolpersteine verlegt, gewidmet einem Widerstandskämpfer und einem italienischen Militärinternierten.
| Stolperstein | Übersetzung                                                                                             | Verlegeort               | Name, Leben |
| ------------ | --- | ------------------------ | --- |
|              | HIER WOHNTE ALBINO NICHELATTI GEBOREN 1880 VERHAFTET 21.6.1944 DEPORTIERT MAUTHAUSEN ERMORDET 24.4.1945 | Via San Martino, 59 ·    | Albino Rodolfo Nichelatti wurde als Sohn von Albino Nichelatti und Luigi Franceschini am 21. Dezember 1880 in Trient geboren. Er schlug eine militärische Laufbahn ein und diente ab 1. Oktober 1901 bis zum Ende des Ersten Weltkriegs in der Österreich-Ungarischen Armee. Er rüstete im Rang eines Stabsfeldwebels ab und war danach als Vermessungstechniker tätig. Nichelatti war mit Antonia Lasta verheiratet, das Paar hatte zumindest drei Kinder, Albino (geboren 1907), Renato und Luigia (geboren 1913). Er wurde nach der deutschen Besetzung Italiens von der Organisation Todt zwangsrekrutiert und für Planung und Bau der Gotenstellung eingesetzt. Der Verteidigungsgürtel im mittleren Italien sollte den Vormarsch der Alliierten aufhalten. Albino Nichelatti schloss sich der Resistenza an und übergab Pläne der Gotenstellung an die Partisanen und in der Folge an die Alliierten. Der Diebstahl der Pläne wurde entdeckt, Nichelatti wurde in der Provinz Pistoia verhaftet und am 21. Juni 1944 vom Durchgangslager Fossoli mit dem Transport Nr. 53 in das KZ Mauthausen deportiert, Häftlingsnummer 76477. Albino Nichelatti wurde am 24. oder 25. April 1945 im Zellenbau („Arrest“) von Mauthausen ermordet, wenige Tage vor der Befreiung des Lagers durch amerikanische Truppen. Seine Frau überlebte die NS-Herrschaft. Sie starb am 12. September 1967 in Karneid in Südtirol. |
|              | HIER WOHNTE ARTURO TOMASI GEBOREN 1912 VERHAFTET 1943 DEPORTIERT FLOSSENBÜRG BEFREIT                    | Corso degli Alpini, 11 · | Arturo Tomasi wurde am 27. Oktober 1912 im Trienter Stadtteil Mattarello geboren. Er war italienischer Soldat, gehörte dem 231. Infanterie-Regiment an, eingesetzt auf den griechischen Dodekanes-Inseln. Nach dem Waffenstillstand von Cassibile im September 1943 wurde er auf Leros von deutschen Truppen festgenommen. Tomasi wurde in das KZ Flossenbürg deportiert und als Militärinternierter zur Zwangsarbeit eingeteilt. Eine Gruppe von Häftlingen grub einen Tunnel unter die Außenmauer des Konzentrationslagers. Gemeinsam mit zehn anderen konnte er 1945 flüchten und in die Heimat zurückkehren. Während seines Griechenland-Einsatzes hatte er eine Griechin geheiratet, das Paar hatte ein Kind. Nach der Rückkehr nach Italien fand er eine Lebensgefährtin, mit der er sieben Kinder hatte. Arturo Tomasi starb 1973. |

## Verlegedatum
Die Stolpersteine in der Provinz Trient wurden an folgenden Tagen verlegt:
- 22. Oktober 2021 (Trient)
- 16. Januar 2023 (Riva del Garda, Viale Roma) durch Gunter Demnig
- 24. Januar 2023 (Riva del Garda)[2]